# Elizabeth Wurtzel
Pour les articles homonymes, voir Wurtzel.
Elizabeth Lee Wurtzel (31 juillet 1967 à New York - 7 janvier 2020 à Manhattan) est une écrivaine et journaliste américaine, connue pour avoir publié ses mémoires Prozac Nation à l'âge de 27 ans.
Elle est détentrice d'un BA en littérature comparée du Harvard College et d'un Juris doctor de l'école de droit de Yale.

## Biographie

### Jeunesse
Elizabeth Wurtzel est élevée à New York dans une famille juive. Ses parents, Lynne Winters et Donald Wurtzel, divorcent lorsqu'elle est enfant. Sa mère est consultante en médias. En 2016, Elizabeth Wurtzel découvre que son père biologique est le photographe Bob Adelman (en) et qu'elle est le produit d'une liaison entre lui et sa mère lorsqu'ils travaillaient tous les deux pour Random House dans les années 1960. Le 24 décembre 2018, elle détaille cette découverte dans un article publié dans The Cut.
Comme décrit dans ses mémoires Prozac Nation, la dépression de Wurtzel commence entre dix et douze ans. Elle fréquente alors l'école Ramaz à New York. Pendant ses études de premier cycle au Harvard College, elle écrit pour The Harvard Crimson et The Dallas Morning News ; elle est licenciée de cette dernière publication en 1988 après avoir été accusée de plagiat. Wurtzel reçoit également le Rolling Stone College Journalism Award 1986. Wurtzel déménage ensuite à Greenwich Village à New York et trouve du travail en tant que critique de musique pop pour The New Yorker et New York Magazine. Un critique du New York Times qualifie ses contributions à l'ancienne publication de « involontairement hilarante ». Dwight Garner écrit sur Salon.com que sa chronique « était tellement méprisée que je me sentais parfois comme son seul ami au monde ».

### Prozac Nation
Elizabeth Wurtzel est surtout connue pour ses mémoires publiés en 1994, Prozac Nation à l'âge de 27 ans. Le livre relate sa bataille contre la dépression en tant qu'étudiante de premier cycle et son traitement au Prozac. Le livre de poche est un best-seller du New York Times. L'adaptation cinématographique de Prozac Nation, avec Christina Ricci, est présentée en première au Festival international du film de Toronto le 8 septembre 2001.

### BitchetMore, Now, Again
La suite de Prozac Nation s'intitule Bitch: In Praise of Difficult Women (1998). Le livre reçoit une critique mitigée de Karen Lermahn dans The New York Times ; Lerhman écrit que si Bitch « est pleine d'énormes contradictions, de digressions bizarres et d'explosions illogiques, c'est aussi l'un des livres les plus honnêtes, les plus perspicaces et les plus spirituels sur le sujet des femmes à être arrivé depuis longtemps ».
More, Now, Again (2001) traite de sa dépendance au Ritalin et de ses habitudes de pincement, entre autres sujets. Il reçoit des critiques généralement négatives. Sur Salon.com, Peter Kurth écrit que Wurtzel « imagine que chaque mot qu'elle prononce et chaque pensée qui lui vient à l'esprit est chargée de sens et de présage. Et son nouveau livre ne va toujours nulle part ». Il qualifie le livre de « dysfonctionnel », l'autrice de « adolescente dépassée » et conclut par « Désolé, Elizabeth. Réveillez-vous morte la prochaine fois. » Dans The Guardian, Toby Young écrit que « l'estime de soi surannée de Wurtzel suinte de chaque phrase » et conclut : « En un sens, More, Now, Again est le reductio ad absurdum de tout ce genre auto-obsédé : c'est un mémoire confessionnel de quelqu'un qui n'a rien à avouer. Wurtzel n'a rien à déclarer à part son auto-adoration. Un meilleur titre aurait été Me, Me, Me. » 

### Faculté de droit
En 2004, Elizabeth Wurtzel pose sa candidature pour l'École de droit de Yale. Elle écrit plus tard qu'elle n'a jamais eu l'intention de poursuivre une carrière en tant qu'avocate, mais voulait simplement aller à la faculté de droit. Elle est acceptée à Yale malgré le fait que «...Son score combiné au LSAT est de 160, qui, comme elle le dit, est « suffisamment mauvais ». « Il suffit de dire que j'ai été admise pour d'autres raisons », déclare-t-elle. Elle est associée au Wilmer Cutler Pickering Hale and Dorr.
Elizabeth Wurtzel suscite la controverse dans la communauté juridique en se présentant comme avocate lors des entretiens, même si elle n'est autorisée à exercer dans aucune juridiction à l'époque. Wurtzel réussit finalement l'examen du barreau de l'État de New York en février 2010 et est employé à plein temps chez Boies, Schiller & Flexner à New York de 2008 à 2012. Elle continue à travailler pour le cabinet en tant que gestionnaire de cas et sur des projets spéciaux. En juillet 2010, elle écrit une proposition sur le blog du Brennan Law Center pour la suppression des examens du barreau.

### Carrière d'écrivaine
Le 21 septembre 2008, après le suicide de l'écrivain David Foster Wallace, Elizabeth Wurtzel écrit un article pour le New York Magazine sur le temps passé avec lui. Gawker.com suggère qu'ils ont eu une relation amoureuse.
En janvier 2009, elle écrit un article pour The Guardian, en faisant valoir que la véhémence de l'opposition démontrée en Europe contre Israël et ses actions dans le conflit entre Israël et Gaza en 2008-2009, par rapport à la réaction internationale aux violations des droits de l'homme en Chine, au Darfour et les pays arabes, suggère que l'antisémitisme alimente l'indignation.
L'éditeur d'Elizabeth Wurtzel, Penguin, la poursuit en justice en septembre 2012 dans le but de récupérer une avance de 100 000 $ pour un contrat de livre prévu pour 2003 qui devait être « un livre pour adolescents pour les aider à faire face à la dépression » que Wurtzel n'a pas réussi à terminer. Sur les 100 000 $, Penguin a avancé à Wurtzel 33 000 $ et demande des intérêts de 7 500 $, affirmant avoir subi un préjudice.
Au début de 2013, Elizabeth Wurtzel publie un article dans New York Magazine déplorant les choix non conventionnels qu'elle a faits dans la vie, y compris la consommation d'héroïne et dépensant une grande partie d'une avance lucrative d'un éditeur sur un sac Birkin coûteux, et son échec à se marier, à former une famille, à acheter une maison, économiser de l'argent ou investir pour la retraite. « Enfin, je me suis retrouvée vulnérable au pire de New York, car à 44 ans ma vie n'est pas si différente de ce qu'elle était à 24 ans », écrit-elle. L'article provoque un certain nombre de critiques. Dans Slate, Amanda Marcotte qualifie le texte de Wurtzel de « cliché de mots » et fait remarquer qu'il est « aussi long qu'incohérent ». Écrivant dans The New Republic, Noreen Malone déclare que « Wurtzel veut que nous sachions qu'elle est un gâchis, et nous invite gentiment à frotter [ses plaies] ». Prachi Gupta sur Salon.com qualifie l'essai de « décousu ». L'essai, écrit Tracie Egan Morrissey dans Jezebel.com, « se lit comme une transcription d'un éloquent coup de gueule sous coke ou d'une saillie de libre association à la Robin Williams » et que la vie de Wurtzel « ne semble pas avoir beaucoup d'utilité ». Dans The New Yorker, Meghan Daum le décrit comme « décousu et, dans ses moments les plus flagrants, laisse l'impression que ses éditeurs l'ont peut-être incitée - ou pire, en profitant de ce qui ressemble parfois à un état psychologique assez précaire - afin de garantir une indignation blogosphérique maximale. » 
En janvier 2015, Elizabeth Wurtzel publie un petit livre intitulé Creatocracy chez TC Books. Il est basé sur la thèse qu'elle a écrite sur le droit de la propriété intellectuelle à la fin de ses études à Yale.

### Maladie et mort
En février 2015, Elizabeth Wurtzel annonce avoir un cancer du sein, « qui, comme beaucoup de choses qui arrivent aux femmes, est un emmerdement de plus. Mais comparé à avoir 26 ans, être folle et attendre qu'un mec t'appelle, ce n'est pas si mal. Si je peux gérer 39 ruptures en 21 jours, je peux surmonter le cancer ». Concernant sa double mastectomie : « C'est assez étonnant. Ils font les deux en même temps. Vous entrez avec un cancer du sein et sortez avec des seins de strip-teaseuse. » 
Elizabeth Wurtzel meurt le 7 janvier 2020 à l'âge de 52 ans d'une maladie leptoméningée, complication d'un cancer du sein métastasé à Manhattan, New York.

### Vie privée

#### Mariage
Elizabeth Wurtzel rencontre le rédacteur en chef et aspirant romancier James Freed Jr. en octobre 2013 lors d'une lecture sur le thème de la toxicomanie. Elle annonce leurs fiançailles en septembre 2014. Elle épouse Freed en mai 2015. En 2019, Elizabeth Wurtzel indique qu'ils sont « séparés ».

## Ouvrages
- (en-US) Prozac Nation: Young and Depressed in America: A Memoir (1994)Traduit en français par Jean-Paul Mourlon sous le titre Prozac Nation : Avoir vingt ans dans la dépression, DeNoël, coll. « X-trême », 2004, 348 p.,  (ISBN 9782207255803)
- (en-US) Bitch: In Praise of Difficult Women (1998)
- (en-US) More, Now, Again: A Memoir of Addction (2001)
- (en-US) The Secret of Life: Commonsense Advice for Uncommon Women (2004)
- (en-US) Créatocraty: How the Constitution Invented Hollywood (2015)